# Juglans hopeiensis
Juglans hopeiensis är en valnötsväxtart som beskrevs av Hu Hsien-Hsu. Juglans hopeiensis ingår i släktet valnötter, och familjen valnötsväxter. Inga underarter finns listade i Catalogue of Life.